# Великий Двор (Чарозерское сельское поселение)
Вели́кий Двор — деревня в Кирилловском районе Вологодской области.
Входит в состав Чарозерского сельского поселения, с точки зрения административно-территориального деления — в Чарозерский сельсовет.
Расстояние по автодороге до районного центра Кириллова — 85,5 км, до центра муниципального образования Чарозера — 1,5 км. Ближайшие населённые пункты — Исаково, Тимофеево, Польчаково, Подосеново, Чарозеро, Ботово.
По переписи 2002 года население — 19 человек.